# A esta hora se improvisa
A esta hora se improvisa es un programa de discusión política emitido por Canal 13 entre 1969 y 1973, considerado por la gente como el pionero en los programas de conversación política de la televisión chilena. Se estima que su influencia ha sido capaz de trascender en los programas del género hasta el presente.[cita requerida]
A 46 años del último programa, durante agosto de 2020 se anunció el regreso del programa bajo una nueva etapa, conducido por Nicolás Vergara.

## Historia

### Primera etapa (1969-1973)
Su primera emisión fue el domingo 13 de abril de 1969, siendo dirigido por Ruby Anne Gumpertz, con la conducción de Jaime Celedón y la presencia de Erica Vexler, Luis Hernández Parker y Eugenio Lira Massi como panelistas. Posteriormente algunos de los panelistas estables serían Germán Becker Ureta, Enrique Campos Menéndez, Jaime Guzmán, Julio Martínez Prádanos, Jorge Navarrete y José María Navasal. El programa se caracterizaba por llevar todos los domingos a algún personaje de relevancia social o política, como dirigentes juveniles, políticos o gremiales, a discutir acerca de la realidad de Chile. También participaron del programa destacadas personalidades como Sergio Onofre Jarpa, Alberto Jerez o José Tohá.
En la temporada de 1970, iniciada el 8 de marzo, Jaime Celedón fue reemplazado como moderador por José María Navasal, luego que el primero asumiera como director de Canal 9, retornando al programa luego que renunciara a dicha estación a mediados del mismo año. Entre septiembre de 1970 y agosto de 1972 su principal competidor fue A tres bandas, emitido en el mismo horario en TVN. Tuvo su última emisión el 9 de septiembre de 1973, solo dos días antes del golpe de Estado que puso fin al gobierno de Salvador Allende.

### Segunda etapa (2020)
En 2020 se anunció el regreso de este programa a Canal 13 después de 47 años de su última emisión, con estreno el 17 de agosto de ese año. Su nueva etapa estuvo bajo la conducción de Nicolás Vergara, quien estaba acompañado por los panelistas Javiera Parada, Cristóbal Bellolio, Óscar Landerretche y Claudia Bobadilla. Llegó a su fin en noviembre de 2020.

### Programas derivados

#### Las mujeres también improvisan
A raíz del éxito del programa, en 1971 se inició un proyecto de similares características en Radio Cooperativa, llamado Las mujeres también improvisan, con un panel exclusivamente femenino integrado por Raquel Correa, Patricia Guzmán, María Eugenia Oyarzún, Silvia Pinto y Carmen Puelma; y que fue, al igual que su original televisivo, un éxito rotundo.

#### Programas especiales
Para el Mundial de Fútbol de España 1982 se realizó un especial de A esta hora se improvisa con Jaime Guzmán, José María Navasal y Jaime Celedón. En enero de 1986, con motivo de su décimo aniversario, la revista Apsi organizó un programa especial de A esta hora se improvisa; este fue grabado en un teatro en Santiago, conducido nuevamente por Celedón y con la participación de Ricardo Lagos, Andrés Allamand, Juan Agustín Figueroa, Ricardo Claro, Alejandro Foxley y Sergio Bitar. En esta ocasión, el invitado especial fue el ex comandante en jefe de la Fuerza Aérea, Gustavo Leigh. El foro fue posteriormente transcrito íntegramente en Apsi en una edición especial de la revista.
A 30 años después de su último programa, Canal 13 realizó un programa especial de A esta hora se improvisa con Jaime Celedón, Julio Martínez y José Miguel Insulza entre otros panelistas.
[cita requerida]